# Équipe d'Allemagne de l'Est de football en 1979
Il s'agit des matchs de la sélection est-allemande au cours de l'année 1979.

## Matchs et résultats
| Match amical                               | Irak        | 1 – 1   | Allemagne de l'Est | Al-Shaab Stadium, Bagdad                          |                                                   |
| 9 février 1979 · Historique des rencontres | Hussein 80e | (0 - 0) | 89e Streich        | Spectateurs : 25 000 Arbitrage : M. Salmi ( Irak) | Spectateurs : 25 000 Arbitrage : M. Salmi ( Irak) |

| Match amical                                | Irak                | 2 – 1   | Allemagne de l'Est | Al-Shaab Stadium, Bagdad                           |                                                    |
| 11 février 1979 · Historique des rencontres | Said 74e 88e (pen.) | (0 - 1) | 3e Kühn            | Spectateurs : 22 000 Arbitrage : M.Khasher ( Irak) | Spectateurs : 22 000 Arbitrage : M.Khasher ( Irak) |

| Match amical                                | Bulgarie   | 1 – 0   | Allemagne de l'Est | Stade du 9 septembre, Burgas                   |                                                |
| 28 février 1979 · Historique des rencontres | Gochev 52e | (0 - 0) |                    | Spectateurs : 15 000 Arbitrage : M. Kolissi () | Spectateurs : 15 000 Arbitrage : M. Kolissi () |

| Match amical                             | Hongrie                               | 3 – 0   | Allemagne de l'Est | Népstadion, Budapest                                         |                                                              |
| 28 mars 1979 · Historique des rencontres | Törőcsik 16e · Tieber 59e · Tatar 73e | (1 - 0) |                    | Spectateurs : 11 000 Arbitrage : Horst Brummeier ( Autriche) | Spectateurs : 11 000 Arbitrage : Horst Brummeier ( Autriche) |

| Eliminatoires de l’Euro 1980              | Allemagne de l'Est          | 2 – 1   | Pologne   | Zentralstadion, Leipzig                                              |                                                                      |
| 18 avril 1979 · Historique des rencontres | Streich 53e · Lindemann 63e | (0 - 1) | 8e Boniek | Spectateurs : 55 000 Arbitrage : Eldar Azim Zade ( Union soviétique) | Spectateurs : 55 000 Arbitrage : Eldar Azim Zade ( Union soviétique) |

| Eliminatoires de l’Euro 1980           | Suisse | 0 – 2   | Allemagne de l'Est          | Stadion 'Auf dem Espenmoos', Saint-Gall                          |                                                                  |
| 5 mai 1979 · Historique des rencontres |        | (0 - 1) | 45e Lindemann · 90e Streich | Spectateurs : 9 000 Arbitrage : Augusto Lamo Castillo ( Espagne) | Spectateurs : 9 000 Arbitrage : Augusto Lamo Castillo ( Espagne) |

| Match amical                              | Allemagne de l'Est | 1 – 0   | Roumanie | Stadion der Weltjugend, Berlin-Est                         |                                                            |
| 1er juin 1979 · Historique des rencontres | Streich 64e        | (0 - 0) |          | Spectateurs : 50 000 Arbitrage : Károly Palotai ( Hongrie) | Spectateurs : 50 000 Arbitrage : Károly Palotai ( Hongrie) |

| Match amical                                 | Union soviétique | 1 – 0   | Allemagne de l'Est | Stade central de Lénine, Moscou                      |                                                      |
| 5 septembre 1979 · Historique des rencontres | Gavrilov 69e     | (0 - 0) |                    | Spectateurs : 50 000 Arbitrage : M. Körös ( Hongrie) | Spectateurs : 50 000 Arbitrage : M. Körös ( Hongrie) |

| Eliminatoires de l’Euro 1980                  | Islande | 0 – 3   | Allemagne de l'Est                 | Laugardalsvöllur, Reykjavik                                  |                                                              |
| 12 septembre 1979 · Historique des rencontres |         | (0 - 0) | Weber 66e (pen.) 73e · Streich 80e | Spectateurs : 10 000 Arbitrage : Svein Inge Thime ( Norvège) | Spectateurs : 10 000 Arbitrage : Svein Inge Thime ( Norvège) |

| Match amical                                  | Pologne       | 1 – 1   | Allemagne de l'Est | Slaski Stadium, Chorzów                                          |                                                                  |
| 26 septembre 1979 · Historique des rencontres | Wieczorek 77e | (0 - 0) | 62e Häfner         | Spectateurs : 70 000 Arbitrage : Patrick Partridge ( Angleterre) | Spectateurs : 70 000 Arbitrage : Patrick Partridge ( Angleterre) |

| Eliminatoires de l’Euro 1980                | Allemagne de l'Est                                | 5 – 2   | Suisse                     | Stadion der Weltjugend, Berlin-Est                      |                                                         |
| 13 octobre 1979 · Historique des rencontres | Weber 1re · Hoffmann 10e 75e 80e · Schnuphase 26e | (3 - 1) | 18e Barberis · 71e Pfister | Spectateurs : 44 000 Arbitrage : Robert Wurtz ( France) | Spectateurs : 44 000 Arbitrage : Robert Wurtz ( France) |

| Eliminatoires de l’Euro 1980                 | Allemagne de l'Est                          | 2 – 3   | Pays-Bas                                     | Zentralstadion, Leipzig                                                    |                                                                            |
| 21 novembre 1979 · Historique des rencontres | Schnuphase 17e · Streich 33e (pen.) · Weise | (2 - 1) | 45e Thijssen · 50e Kist · 67e van de Kerkhof | Spectateurs : 92 000 Arbitrage : António José da Silva Garrido ( Portugal) | Spectateurs : 92 000 Arbitrage : António José da Silva Garrido ( Portugal) |